# قلاغوز
قلاغوز (بالكردية: Xelilan؛ بالتركية: Kılavuz) هي قرية كردية تتبع إداريّاً لمديرية داركجيد التابعة لولاية ماردين في جنوب شرق تركيا بمنطقة كردستان تركيا. وبلغ عدد سكانها 2,164 نسمة في عام 2022.